# Emanuel Faria Braga
Emanuel Faria Braga (Caxinas, 7 de Julho de 1975) é um  futebolistas português que joga habitualmente a médio.
Já representou vários clubes do futebol português, e representa actualmente o Sport Clube de Freamunde, onde é conhecido apenas por Emanuel.